# New Kyma Motor Car Company
New Kyma Motor Car Company Ltd. war ein britischer Hersteller von Automobilen.

## Unternehmensgeschichte
Das Unternehmen aus dem Londoner Stadtteil Nunhead begann 1903 mit der Produktion von Automobilen. Der Markenname lautete Kyma. 1905 endete die Produktion.

## Fahrzeuge
Das erste Modell war ein Dreirad mit einzelnem Vorderrad. Zur Wahl standen Einzylindermotoren mit 2,75 PS und 4 PS Leistung. Der Motor war hinter dem Vorderrad montiert und trieb über Riemen die Hinterachse an. Die beiden nebeneinander angeordneten Sitze waren aus Korb.
1904 oder 1905 wurde die Konstruktion überarbeitet. Nun trieb ein Zweizylindermotor mit 6 PS über eine Kette das einzelne Hinterrad an.
1905 war auch ein Modell mit vier Rädern erhältlich.